# Voyage à travers le cinéma français
Voyage à travers le cinéma français és una pel·lícula francesa documental de Bertrand Tavernier estrenada l'any 2016.
El film, d'una durada de 3h15, és una compilació de films francesos organitzada i comentada per Bertrand Tavernier.
Ha representat 6 anys de preparació, 80 setmanes de muntatge, 582 extrets de 94 films escollits, més de 950 films, vistos i tornats a veure, més de 700 documents d'actualitats visionats.
Bertrand Tavernier prepara una continuació sota la forma d'una sèrie de 9 hores.

## Llista dels extractes de films
- Sous les toits de Paris
- La Chienne
- Allô Berlin ? Ici Paris !
- 14 Juillet
- L'Atalante
- Toni
- Remous
- Justin de Marseille
- Le Crime de monsieur Lange
- La Belle Équipe
- Partie de campagne
- La Grande Illusion
- Un carnet de bal
- La Marseillaise
- Le Quai des brumes
- Hôtel du Nord
- La Bête humaine
- Le jour se lève
- La Règle du jeu
- Menaces
- Remorques
- Macao, l'enfer du jeu
- Dernier Atout
- Goupi Mains Rouges
- Les Anges du péché
- Les Enfants du paradis
- L'Espoir
- Falbalas
- La Belle et la Bête
- Panique
- Les Portes de la nuit
- Le diable souffle
- Antoine et Antoinette
- Noose
- Bagarres[2]
- Au-delà des grilles
- Rendez-vous de juillet
- Édouard et Caroline
- La nuit est mon royaume
- Le Garçon sauvage
- La Vérité sur Bébé Donge
- Casque d'or
- Jeux interdits
- Rue de l'Estrapade
- Madame de...
- Cet homme est dangereux
- Touchez pas au grisbi
- Ça va barder
- Razzia sur la chnouf
- French Cancan
- Gas-oil
- Des gens sans importance
- Voici le temps des assassins
- Bob le flambeur
- La Traversée de Paris
- Un condamné à mort s'est échappé
- Maigret tend un piège
- Ascenseur pour l'échafaud
- Montparnasse 19
- Le Désordre et la Nuit
- En cas de malheur
- Le fauve est lâché
- Les Quatre Cents Coups
- Oh ! Qué mambo
- Deux hommes dans Manhattan
- Le Trou
- Classe tous risques
- Tirez sur le pianiste
- Le Président
- Léon Morin, prêtre
- Adieu Philippine
- Cléo de 5 à 7
- Un singe en hiver
- Octobre à Paris[3]
- Le Doulos
- Landru
- Le Mépris
- Lucky Jo
- La 317e Section
- Alphaville, une étrange aventure de Lemmy Caution
- Pierrot le fou
- La Vie de château
- Le Samouraï
- Sous le signe du taureau
- L'Armée des ombres
- Les Choses de la vie
- Max et les Ferrailleurs
- Le Chat
- Les Assassins de l'ordre
- L'Horloger de Saint-Paul
- Lyon, le regard intérieur
- Les Sièges de l'Alcazar
- Sous le nom de Melville